# 百奥泰国际会议
百奥泰（百奥泰集团或百奥泰国际会议公司，英：BIT Life Sciences、BIT Congress Inc.、 BIT Group Global Ltd）是一家位于中国大连的营利性会议会展 (MICE)公司， 专门安排多种“掠夺性”的学术会议。  该公司是过去几年在中国出现的一波组织浪潮中的一员，这些组织以安排毫无学术价值的大会而著称，其主要目的是创收而非科学知识共享。  向其会议提交的论文通常在 24 小时内被接受而无需修改，并且 BIT 经常被欺骗（例见： http://witchdoctor.ca/?p=892；的存檔，存档日期2018-10-23.）。 

## 商业模式
该公司的商业模式通常是主动发送群发电子邮件（垃圾邮件）邀请与会者和演讲者，同时会根据相关领域不同级别的演讲者提供注册费。该公司主办的会议与传统的科学大会模式不同。在传统模式中，摘要通常会在被接受发表之前提交并经过同行评审。而只要向该公司支付了参加费，演讲者就保证可以在其主办的会议上发言。   